# Брен (Ен)
Брен (фр. Braine) је насељено место у Француској у региону Пикардија, у департману Ен (Пикардија).
По подацима из 2011. године у општини је живело 2196 становника, а густина насељености је износила 189,15 становника/km².

## Демографија
| 1962. | 1968. | 1975. | 1982. | 1990. | 2011. |
| ----- | ----- | ----- | ----- | ----- | ----- |
| 1.600 | 1.722 | 1.943 | 1.952 | 2.090 | 2.196 |